# Jewgeni Franzewitsch Bauer

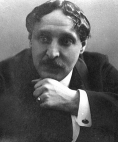
Jewgeni Bauer

Jewgeni Franzewitsch Bauer (russisch Евгений Францевич Бауэр, wiss. Transliteration Evgenij Francevič Bauer, auch in den Transkriptionen Jevgenij Bauer, Yevgeni Bauer und Evgenii Bauer; * 1865 in Moskau; † 9. Junijul. / 22. Juni 1917greg. in Jalta auf der Krim) war ein russischer Filmregisseur. Er gehörte neben Jakow Protasanow zu den bedeutendsten und einflussreichsten Filmemachern des vorrevolutionären Russland.

## Leben
Er wurde in eine Künstlerfamilie geboren, sein Vater stammte aus Böhmen und war ein bekannter Zithervirtuose, seine Schwestern waren Schauspielerinnen. Nach seinem Studium an der Moskauer Hochschule für Malerei, Plastik und Architektur arbeitete er als Schauspieler, Karikaturist, Journalist, Theatermanager, Fotograf und Bühnenbildner. Mit Entwürfen für Filmsets von Produktionen Alexander Drankows kam er mit dem Film in Berührung. Bei Drankow hatte Bauer sein Regiedebüt; er drehte vier Filme für ihn und danach ebenfalls vier für Pathé Star Film Factory, bevor er Ende 1913 zur Produktionsfirma von Alexander Chanschonkow wechselte und dort bis zu seinem Lebensende tätig war. Bei Chanschonkow wurde er schnell zu einem wichtigen Regisseur des zaristischen russischen Films und Teilhaber der Produktionsfirma.
Jewgeni Bauer schuf Komödien, patriotische Kriegsfilme, Sozialdramen (Stumme Zeugen, 1914) und vor allem psychologische Melodramen um die Themen „Liebe und Tod“ mit tragischem Ausgang. Dabei setzte er intensiv filmische Mittel wie Rückblende, bewegte Kamera, Nahaufnahme, lichtdramaturgische Effekte und Split-Screen-Technik ein. Das Innenleben seiner Filmfiguren brachte er symbolistisch mittels Traumsequenzen und deren düsteren Visionen zum Ausdruck.
1914 arbeitete Bauer in Schisn w smerti und Slawa – nam, smert – wragam mit dem Star des russischen Stummfilms Iwan Mosschuchin. Der später selbst als Regisseur tätige Iwan Perestiani war mehrfach Hauptdarsteller und Drehbuchautor seiner Filme, darunter in Nach dem Tode (1915) in der Rolle eines Wissenschaftlers, der an Zwangsfantasien über seine Schuld am Selbstmord einer Frau zugrunde geht.
Jewgeni Bauer starb an einer Lungenentzündung. In seiner nur vierjährigen Filmkarriere von 1913 bis 1917 schuf er 82 Filme, von denen etwa ein Viertel die Zeiten überlebt hat. Einer seiner Assistenten und Schüler war der spätere Theoretiker und Regisseur des Sowjetfilms Lew Kuleschow.

## Filmografie
- 1913: Sumerki schenskoi duschi
- 1914: Wolnaja ptiza
- 1914: Das Kind der Großstadt (Ditja bolschowo goroda)
- 1914: Sljosy
- 1914: Stumme Zeugen (Nemje swideteli)
- 1914: Ejo geroiski podwig
- 1914: Schisn w smerti
- 1914: Slawa - nam, smert - wragam
- 1915: Nach dem Tode (Posle smerti)
- 1915: Tagträume (Grjosy)
- 1915: Tysiatscha wioraio chitrost
- 1915: Pesn torschestwujuschtschei ljubwi
- 1915: Oboschschenije krylja
- 1915: Stschastje wetschnoi notschi
- 1915: Deti weka
- 1916: Korolewa jekrana
- 1916: Schisn sa schisn
- 1916: Grif starowo borza
- 1917: Korol Parischa
- 1917: Der sterbende Schwan (Umirajuschtschi lebed)
- 1917: Rewoljuzioner
- 1917: Nabat
- 1917: Sa stschastem